# Nikolaj Gneditj

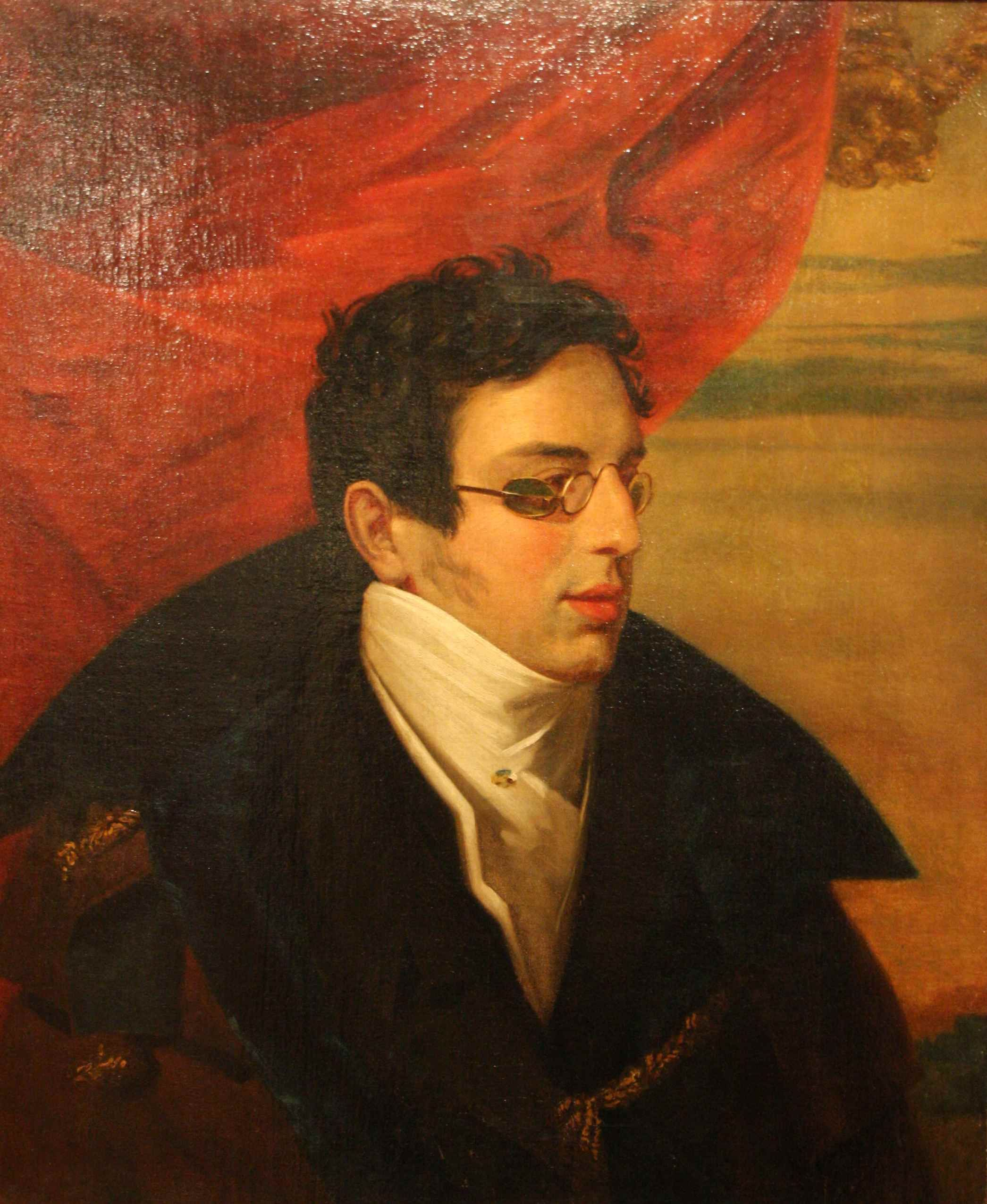
Nikolaj Gneditj

Nikolaj Ivanovitj Gneditj (ryska: Николай Иванович Гнедич) född 13 februari (gamla stilen: 2 februari) 1784 i Poltava, död 15 februari (gamla stilen: 3 februari) 1833 i Sankt Petersburg, var en rysk författare.
Gneditj var 1803-17 anställd i ministeriet för folkundervisningen, sedan bibliotekarie i kejserliga biblioteket och medlem av akademien. Hans förnämsta arbete är en i originalets versform gjord översättning av Homeros "Iliaden" (1829). Han diktade idyller och lyriska stycken samt gjorde översättningar från bland annat William Shakespeare ("Kung Lear") och Voltaire. Hans samlade arbeten utgavs första gången 1833.